# Laura Omloop
Laura Omloop (Berlaar, 18 de mayo de 1999) es una cantante pop belga que representó a su país en el Festival de Eurovisión Junior 2009 en Kiev (Ucrania), donde cantó su canción Zo verliefd (que significa Tan enamorada en neerlandés) y terminó quedando en cuarto lugar, con 113 puntos (ocho puntos menos que el ganador, Ralf Mackenbach, de Países Bajos). Este fue el mejor resultado de Bélgica en el Festival de Eurovisión Junior.
En junio de 2010, Omloop lanzó el sencillo "Stapelgek op jou", junto con un álbum titulado Verliefd.
Después del Festival de Eurovisión Junior Laura empezó a tener gran popularidad en su país, generalmente entre los niños y jóvenes.

## Discografía

### Sencillos
- "Zo Verliefd" (2009)
- "Stapelgek op jou" (2010)

### Álbumes
- Verliefd (2010)
- Wereld vol Kleuren (2011)